# Grand Prix Rakouska 1964
Grand Prix Rakouska 1964 (oficiálně II Großer Preis von Österreich) se jela na okruhu Zeltweg Airfield v Zeltweg v Rakousku dne 23. srpna 1964. Závod byl sedmým v pořadí v sezóně 1964 šampionátu Formule 1.

## Kvalifikace
| Poř.   | No. | Jezdec             | Konstruktér    | Čas     |
| ------ | --- | ------------------ | -------------- | ------- |
| 1      | 3   | Graham Hill        | BRM            | 1:09.84 |
| 2      | 7   | John Surtees       | Ferrari        | 1:10.12 |
| 3      | 1   | Jim Clark          | Lotus-Climax   | 1:10.21 |
| 4      | 5   | Dan Gurney         | Brabham-Climax | 1:10.40 |
| 5      | 4   | Richie Ginther     | BRM            | 1:10.40 |
| 6      | 6   | Jack Brabham       | Brabham-Climax | 1:10.57 |
| 7      | 8   | Lorenzo Bandini    | Ferrari        | 1:10.63 |
| 8      | 2   | Mike Spence        | Lotus-Climax   | 1:11.00 |
| 9      | 9   | Bruce McLaren      | Cooper-Climax  | 1:11.25 |
| 10     | 11  | Jo Bonnier         | Brabham-Climax | 1:11.59 |
| 11     | 14  | Innes Ireland      | BRP-BRM        | 1:11.60 |
| 12     | 20  | Jo Siffert         | Brabham-BRM    | 1:11.82 |
| 13     | 12  | Jochen Rindt       | Brabham-BRM    | 1:12.00 |
| 14     | 22  | Bob Anderson       | Brabham-Climax | 1:12.04 |
| 15     | 18  | Giancarlo Baghetti | BRM            | 1:12.10 |
| 16     | 15  | Trevor Taylor      | BRP-BRM        | 1:12.23 |
| 17     | 16  | Chris Amon         | Lotus-Climax   | 1:12.28 |
| 18     | 17  | Mike Hailwood      | Lotus-BRM      | 1:12.40 |
| 19     | 19  | Tony Maggs         | BRM            | 1:12.40 |
| 20     | 10  | Phil Hill          | Cooper-Climax  | 1:13.15 |
| Zdroj: |     |                    |                |         |

## Závod
| Poř.   | No. | Jezdec             | Konstruktér    | Počet kol | Čas/Odstoupení | Pořadí na startu | Body |
| ------ | --- | ------------------ | -------------- | --------- | -------------- | ---------------- | ---- |
| 1      | 8   | Lorenzo Bandini    | Ferrari        | 105       | 2:06:18.23     | 7                | 9    |
| 2      | 4   | Richie Ginther     | BRM            | 105       | + 6.18         | 5                | 6    |
| 3      | 22  | Bob Anderson       | Brabham-Climax | 102       | + 3 kola       | 14               | 4    |
| 4      | 19  | Tony Maggs         | BRM            | 102       | + 3 kola       | 19               | 3    |
| 5      | 14  | Innes Ireland      | BRP-BRM        | 102       | + 3 kola       | 11               | 2    |
| 6      | 11  | Jo Bonnier         | Brabham-Climax | 101       | + 4 kola       | 10               | 1    |
| 7      | 18  | Giancarlo Baghetti | BRM            | 96        | + 9 kol        | 15               |      |
| 8      | 17  | Mike Hailwood      | Lotus-BRM      | 95        | + 10 kol       | 18               |      |
| 9      | 6   | Jack Brabham       | Brabham-Climax | 76        | + 29 kol       | 6                |      |
| Ret    | 12  | Jochen Rindt       | Brabham-BRM    | 58        | Řízení         | 13               |      |
| Ret    | 10  | Phil Hill          | Cooper-Climax  | 58        | Nehoda         | 20               |      |
| Ret    | 5   | Dan Gurney         | Brabham-Climax | 47        | Zavěšení       | 4                |      |
| Ret    | 9   | Bruce McLaren      | Cooper-Climax  | 43        | Motor          | 9                |      |
| Ret    | 2   | Mike Spence        | Lotus-Climax   | 41        | Hřídel         | 8                |      |
| Ret    | 1   | Jim Clark          | Lotus-Climax   | 40        | Hřídel         | 3                |      |
| Ret    | 15  | Trevor Taylor      | BRP-BRM        | 21        | Zavěšení       | 16               |      |
| Ret    | 20  | Jo Siffert         | Brabham-BRM    | 18        | Nehoda         | 12               |      |
| Ret    | 7   | John Surtees       | Ferrari        | 9         | Zavěšení       | 2                |      |
| Ret    | 16  | Chris Amon         | Lotus-Climax   | 7         | Motor          | 17               |      |
| Ret    | 3   | Graham Hill        | BRM            | 5         | Rozdělovač     | 1                |      |
| Zdroj: |     |                    |                |           |                |                  |      |

## Průběžné pořadí po závodě
Pohár jezdců
|        | Pořadí | Jezdec          | Body |
| ------ | ------ | --------------- | ---- |
|        | 1      | Graham Hill     | 32   |
|        | 2      | Jim Clark       | 30   |
|        | 3      | John Surtees    | 19   |
|        | 4      | Richie Ginther  | 17   |
| 4      | 5      | Lorenzo Bandini | 15   |
| Zdroj: |        |                 |      |

Pohár konstruktérů
|        | Pořadí | Konstruktér    | Body    |
| ------ | ------ | -------------- | ------- |
| 1      | 1      | BRM            | 36 (39) |
| 1      | 2      | Lotus-Climax   | 34      |
|        | 3      | Ferrari        | 28      |
|        | 4      | Brabham-Climax | 21      |
|        | 5      | Cooper-Climax  | 10      |
| Zdroj: |        |                |         |